# Valeriu Cristea
Valeriu Cristea (n. 15 ianuarie 1937, Arad, d. 22 martie 1999, București) a fost un critic literar din România, dedicat deopotrivă literaturii autohtone și operei unor mari scriitori străini. 
A făcut școala primară la Galați, apoi la Cluj, unde absolvă Liceul George Barițiu. La insistențele familiei, se înscrie la Facultatea de Mecanică (1954), abandonând-o însă rapid, pentru a urma Filologia. Se transferă în 1956 la Universitatea București, dar în primăvara anului 1959, din cauza solidarizării cu un coleg exclus pe motive de dosar politic, este și el exmatriculat, într-o ședință publică. Muncește pe șantier ca muncitor necalificat și reușește să reia studiile universitare în decembrie 1960. Din cauza acestei întreruperi, va absolvi cu doi ani mai târziu decât promoția sa (în 1962). Debutează în același an cu o cronică publicată în Gazeta literară. Este, timp de un an, profesor în comuna Gruiu, județul Ilfov (1963-1964), după care va lucra ca redactor la Gazeta literară (transformată în România literară), timp de 26 de ani (a avut o rubrică permanentă până în 1990). După Revoluție devine redactor-șef al revistei Caiete critice (1990-1998) și face parte din comitetul director al revistei Literatorul (pe care a înființat -o împreună cu Eugen Simion și Marin Sorescu). Lucrează și ca redactor la Editura Cartea Românească (1992-1996), iar din 1998 la revista Creanga de aur, editată de Fundația Culturală Română.

## Opere publicate
- Tînărul Dostoievski (1971)
- Pe urmele lui Don Quijote (1974)
- Introducere în opera lui Ion Neculce (1974)
- Domeniul criticii (1975)
- Alianțe literare (1977)
- Spațiul în literatură (1979; ediția a II-a, 2003)
- Dicționarul personajelor lui Dostoievski, I-II (1983, 1995), tradus ulterior și în limba rusă
- Modestie și orgoliu (1984)
- Fereastra criticului (1987)
- După-amiaza de sîmbătă (1988; ediția a II-a, 1999; ediția a III-a, 2006)[2]
- Despre Creangă (1989; ediția a II-a, 1994)
- A scrie, a citi (1992)
- Bagaje pentru paradis (1997) [3][4]
- Dicționarul personajelor lui Creangă (1999).

## Premii și distincții
- trei premii ale Uniunii Scriitorilor (1970, 1979, 1983)
- două ale Asociației Scriitorilor din București (1974, 1995)
- Premiul Bogdan Petriceicu Hasdeu al Academiei Române (1989), pentru volumul După-amiaza de sîmbătă.